# لوكا فايفر
لوكا فايفر (بالألمانية: Luca Pfeiffer) هو لاعب كرة قدم ألماني في مركز الهجوم، ولد في 20 أغسطس 1996 في باد مرغنتهايم في ألمانيا. لعب مع نادي أوسنابروك.

## وصلات خارجية
- لوكا فايفر على موقع قاعدة بيانات كرة القدم.إي يو (الإنجليزية)
- لوكا فايفر على موقع بيانات كرة القدم. دي إي (الألمانية)
- لوكا فايفر على موقع Soccerway.com (الإنجليزية)
- لوكا فايفر على موقع عالم كرة القدم.نت (الإنجليزية)